# Gleichstufige Stimmung
Gleichstufige Stimmung (auch gleichstufig temperierte Stimmung) ist die Bezeichnung für ein Stimmungssystem, das eine Oktave in zwölf gleich große Halbtonschritte von 100 Cent unterteilt. Andere Bezeichnungen sind: gleichtemperierte/gleichschwebende Stimmung oder gleichschwebende Temperatur. Die umgangssprachlich oft verwendete Bezeichnung temperierte Stimmung ist zu ungenau, da die Gleichstufigkeit nur eine mögliche Art ist, Intervalle zu temperieren.
Die reine Stimmung bei Tasteninstrumenten ist mit dem Problem des pythagoräischen Kommas und des syntonischen Kommas behaftet. Bei reiner Stimmung unterscheiden sich 12 Quinten von 7 Oktaven um das pythagoreische Komma (etwa 1⁄5 Halbton) und 4 Quinten oktaviert von der reinen Terz um das etwa gleich große syntonische Komma. Bei 12 Tönen pro Oktave muss man einen Kompromiss eingehen. Lange Zeit stimmte man Tasteninstrumente deshalb mitteltönig, bei denen alle großen Terzen für viele – aber nicht für alle – Tonarten des Quintenzirkels rein erklangen, dann auf verschiedene Weise auf Kosten der reinen Terz wohltemperiert. Bei der gleichstufigen Stimmung werden die 12 Quinten des Quintenzirkels um jeweils 1⁄12 des pythagoreischen Kommas verkleinert. Auf diese Weise ist die Oktave auf 12 Stufen beschränkt, so dass alle Tonarten des Quintenzirkels gleich spielbar sind. Von Kritikern der gleichstufigen Stimmung wird allerdings bedauert, dass die Terz in dieser Stimmung sehr rau erklinge und der individuelle Charakter einzelner Tonarten der früheren wohltemperierten Stimmungen dabei verloren gehe.
Bei der praktischen Umsetzung der gleichstufigen Stimmung ist insbesondere bei Saitenklavieren noch zu beachten, dass aufgrund der Inharmonizität der Klaviersaiten zusätzlich eine Streckung der Oktaven erforderlich ist.

## Stimmungen mit temperierten Intervallen
Musikinstrumente, bei denen eine Intonation von reinen Oktaven, Quinten, Quarten, Terzen usw. nicht in allen Tonarten möglich ist, sind in der westlichen Musik vorwiegend gleichstufig gestimmt – ein Kompromiss in der Intonation. Das ist besonders wichtig für Musikinstrumente, bei denen die Tonhöhe und Tastenanzahl beziehungsweise die Zahl der Töne pro Oktave durch konstruktive Parameter festgelegt sind, also z. B. Tasteninstrumente wie Orgel, Cembalo, Klavier, oder Stabspiele und vielsaitige Zupfinstrumente, und daher ein tonartbedingtes Umstimmen bzw. Anpassen der Tonhöhe während des Spiels nicht möglich ist.
Je nachdem, in welchem harmonischen Zusammenhang ein Ton gespielt wird, müsste dieser aber eigentlich eine leicht unterschiedliche Tonhöhe besitzen, um in einem Akkord rein (schwebungsfrei) zu erklingen. Beispielsweise entspricht der Ton Gis nicht dem Ton As, und dieses Problem besteht letztlich bei allen Tönen einer Tonleiter, je nachdem, in welchem harmonischen Zusammenhang man sie gebraucht. Für Tasteninstrumente wurde deshalb eine Temperierung erforderlich, die zunächst in den mitteltönigen Stimmungen und dann in den wohltemperierten Stimmungen verwirklicht wurde. Merkmal all dieser Temperierungen ist es, dass sie aufgrund musikalischer Gesichtspunkte entwickelt wurden. Die exakte Lage aller zwölf Halbtöne wird bei mitteltöniger oder wohltemperierter Stimmung so ermittelt, dass einige Tonarten bzw. Akkorde reiner klingen, andere, meist die seltener gebräuchlichen, unreiner klingen.
Allein bei der mathematisch ermittelten gleichstufigen Stimmung klingen alle Tonarten gleich (geringfügig unrein).
Andere Instrumente, wie Streich- oder Blasinstrumente, können dagegen durchaus rein intonieren, wobei der Spieler dann von Fall zu Fall die systembedingten Unreinheiten durch geringfügige Anpassung der Tonhöhe ausgleichen kann.
Beim Zusammenspiel dieser rein spielbaren Instrumente mit dem Klavier kann es zu Intonationskonflikten kommen. Dazu schrieb der Cellist Pablo Casals:

„Erschrick nicht, wenn Du eine andere Intonation als das Klavier hast. Das liegt am Klavier, das verstimmt ist. Das Klavier mit seiner gleichstufigen Stimmung ist ein Kompromiss in der Intonation.“

## Intervalle in der gleichstufigen Stimmung
Bei der gleichtemperierten Stimmung wird die Oktave in zwölf identische Halbton-Schritte aufgeteilt:
Halbton = 1⁄12·Oktave = 100 Cent (Frequenzverhältnis {\displaystyle {\sqrt[{12}]{2}}\approx 1{,}0594630943593}).
Dadurch wird das Pythagoreische Komma ausgeglichen, das zwischen der zwölften reinen Quinte über einem Ton, zum Beispiel C-G-D-A-E-H-Fis-Cis-Gis-Dis-Ais-Eis-His, im Vergleich zu seiner siebten Oktave besteht. Diese Quinten sind nun alle um 1⁄12 dieses Kommas tiefer gestimmt, sodass die offene Quintenspirale sich zum Quintenzirkel schließt. Im Vergleich zur pythagoreischen (quintenreinen) Stimmung mit der reinen Quinte von 702 Cent besitzt die gleichstufige Stimmung eine geringfügig verkleinerte Quinte von 700 Cent; entsprechend ist die Quarte der gleichstufigen Stimmung (500 Cent) – die die Quinte zur Oktave ergänzt – um zirka 2 Cent weiter als eine reine Quarte (498 Cent). Die große Terz der reinen Stimmung (386 Cent) wird in der gleichstufigen Stimmung (400 Cent) um immerhin zirka 14 Cent vergrößert („geschärft“), während die kleine Sext (rein: 814 Cent, gleichstufig: 800 Cent) um denselben Wert verkleinert wird. Die kleine Terz (rein: 316 Cent, gleichstufig: 300 Cent) wiederum wird sogar um zirka 16 Cent zu eng, die große Sext (rein: 884 Cent, gleichstufig: 900 Cent) hingegen um denselben Wert zu weit gestimmt.
Auf einem gleichstufig gestimmten Instrument ist somit außer der Oktave kein einziges Intervall mehr „ideal“, d. h. in einem einfachen ganzzahligen Frequenzverhältnis, rein gestimmt, und die Abweichungen sind durchaus hörbar. In der heutigen Musikwahrnehmung wird dies jedoch allgemein als akzeptabel empfunden (Gewöhnungseffekt).

## Geschichte

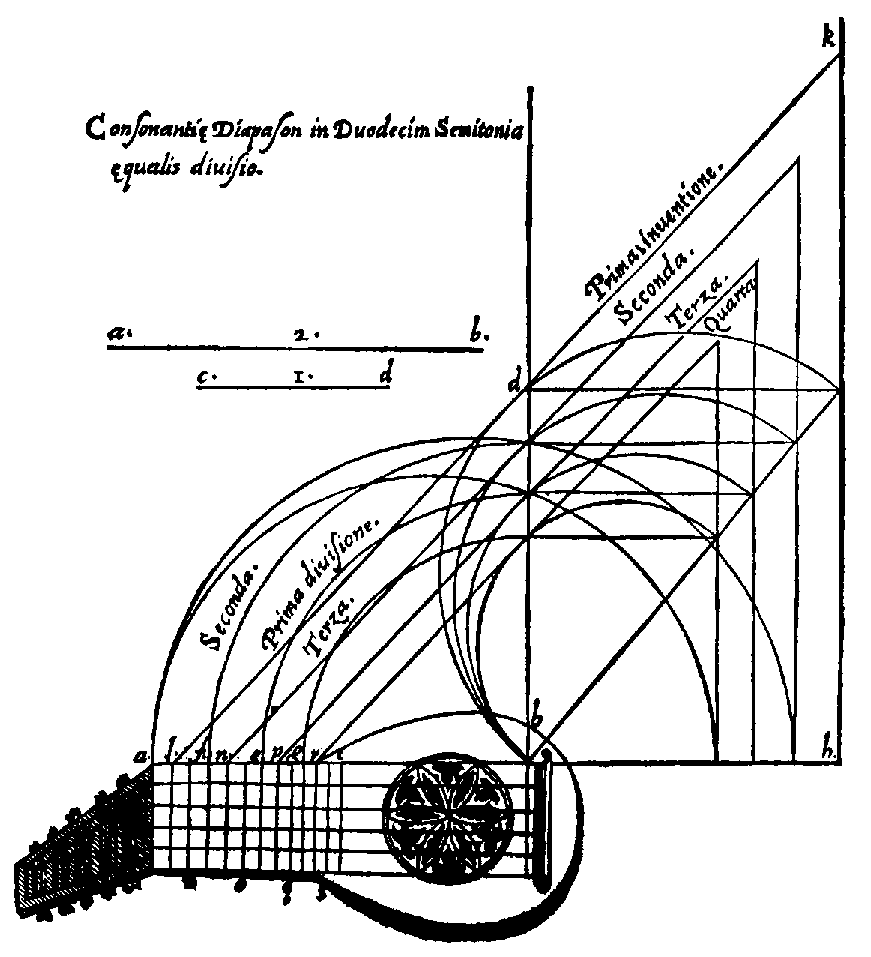
Geometrische Darstellung der gleichstufigen Stimmung aus Sopplimenti musicali (1588) von Gioseffo Zarlino

Die gleichstufige Stimmung konnte erstmals 1584 von Chu Tsai-yü (朱載堉) in China mit Hilfe eines Systems neunstelliger Zahlen ziemlich genau berechnet werden. In Europa wurden diese Berechnungen allerdings erst 1799 bekannt, ohne dass Chu Tsai-yü namentlich genannt wurde. 1588 bot Gioseffo Zarlino eine exakte geometrische Darstellung. Simon Stevin beschrieb als erster Europäer in Vande Spiegheling der Singconst (Manuskript um oder vor 1600) eine weitgehende Annäherung mit Hilfe eines von ihm entwickelten Verfahrens zur Wurzelberechnung, meinte allerdings fälschlicherweise, dabei natürliche große Terzen zu gewährleisten.
Als gleichstufig bezeichnete Lautenstimmungen des 16. Jahrhunderts fußten, wie von Vincenzo Galilei praktiziert, meistens auf dem Halbton mit dem Verhältnis 18:17 (etwa 99 Cent).
Vor allem im 17. Jahrhundert wurde die gleichstufige Stimmung nicht nur von Theoretikern wie z. B. Pietro Mengoli und Marin Mersenne, sondern auch von Komponisten, Instrumentenbauern und ausübenden Musikern diskutiert. Das belegt beispielsweise eine Auseinandersetzung über Stimmungen zwischen Giovanni Maria Artusi und Claudio Monteverdi kurz nach 1600. Der Musiktheoretiker Giovanni Battista Doni (c. 1593 – 1647) behauptete zwar anekdotisch in einem Brief, Girolamo Frescobaldi habe die gleichstufige Temperatur für die Orgel in der Basilica S. Lorenzo in Damaso empfohlen. Es gibt aber keine Belege für Frescobaldis Unterstützung der Gleichstufigkeit, und sie wäre im Orgelbau seiner Zeit beispiellos gewesen.
Im deutschen Sprachraum verwendete man für gleichstufig den Begriff gleichschwebend, so Andreas Werckmeister 1707 in seinem posthum erschienenen Musikalische Paradoxal-Discourse. Dort schlägt Werckmeister vor, das pythagoreische Komma gleichmäßig auf alle zwölf Quinten zu verteilen. Diese Stimmung nennt er ebenfalls „wohl temperirt“ und begründet sie mit mystischen oder religiösen Argumenten:

„Wir schreiten weiter / und wißen / wenn die Temperatur also eingerichtet wird / daß alle Quinten 1/12 Commat: die Tert:maj: 2/3 die min: 3/4 Comm. schweben, und ein accurates Ohr dieselbe auch zum Stande zubringen / und zu stimmen weiß / so dann gewiß eine wohltemperirte Harmonia, durch den gantzen Circul und durch alle Clavis sich finden wird. Welches dann ein Vorbild seyn kan / wie alle fromme / und wohl temperirte Menschen mit GOtt in stetswährender gleicher / und ewiger Harmonia leben und jubiliren werden“

Werckmeister meint damit ausdrücklich nicht, dass die Schwebungsfrequenzen gleich seien. Die von ihm angesprochene Schwierigkeit, gleichstufig zu stimmen, kann z. B. ein Klavierstimmer gerade dadurch meistern, dass er die unterschiedlichen Schwebungsfrequenzen der Quinten in den verschieden hohen Lagen des Klavieres kennt und zum Stimmen nutzt.
Die praktische Bedeutung blieb indes zunächst gering. Es mehrten sich aber die Befürworter der gleichstufigen Stimmung, zu denen z. B. Johann Georg Neidhardt, Friedrich Wilhelm Marpurg und Jean-Philippe Rameau gehörten. Georg Andreas Sorge verfasste 1749 die Schrift Ausführliche und deutliche Anweisung zur Rational-Rechnung, in der er sich mit den mathematischen Fragestellungen der gleichstufigen Stimmung, die er „rational-gleiche Temperatur“ nannte, befasste. Gegen Ende des 18. Jahrhunderts gewann die gleichstufige Stimmung die Oberhand gegenüber ungleichstufigen Stimmungen; im 19. Jahrhundert setzte sie sich endgültig durch.
Damit verloren allerdings die Tonarten-Charaktere für neue Kompositionen an Bedeutung, weil verschiedene Tonarten in dieser Hinsicht nicht mehr unterschiedlich klangen. Beim Aufführen älterer Werke auf gleichstufig gestimmten Instrumenten gehen aus demselben Grund häufig wesentliche künstlerische Aspekte der Komposition verloren, so setzten beispielsweise ältere Komponisten zu ihrer Zeit gerne schlecht klingende „unmögliche“ Tonarten ein, um negative Sachverhalte wie Schmerz oder Sünde klanglich erlebbar zu machen.
Heute werden Instrumente mit festen Tonhöhen, wie das Klavier oder die Gitarre, standardmäßig gleichstufig gestimmt. Viele Orgeln und Cembali aber werden historisierend mit anderen, ungleichstufigen Stimmungen versehen.

## Quantitative Aspekte der gleichstufigen Stimmung

### Frequenzberechnung

Zusammenhang von Frequenz, Halbton und Oktave bei logarithmischer Darstellung

Die mathematische Vorschrift zur Bestimmung der Töne auf der gesamten Tonleiter der gleichstufigen Stimmung lautet
{\displaystyle f(i)=f_{0}\cdot 2^{i/12}\mathrm {,} }
wobei f0 die Frequenz eines beliebigen Ausgangstons (z. B. die Frequenz des Kammertons a’ mit 440 Hz) ist. i ist die Halbtonschritt-Entfernung zu dem gewählten Ton mit der Frequenz f0.
Eine solche mathematische Folge nennt man geometrische Folge. Will man die Frequenzen über äquidistanten Tonnamen auf einer Geraden abtragen, so muss man einfachlogarithmisches Papier verwenden. Es liegt nahe, zur Beschriftung nicht den Zehner-, sondern den Zweierlogarithmus zu verwenden.
Möchte man beispielsweise die Frequenz des Tones g’ bestimmen, so zählt man seine Halbtonschritt-Entfernung vom Kammerton a’ ab (i = minus 2, da man nach unten zählt), und setzt die Werte in die Gleichung ein:
{\displaystyle f(-2)=440\,\mathrm {Hz} \cdot 2^{-2/12}\approx 391{,}995\,\mathrm {Hz} }
Für den Ton g’’ erhält man entsprechend einen Halbtonabstand zu f0 von i = 10:
{\displaystyle f(10)=440\,\mathrm {Hz} \cdot 2^{10/12}\approx 783{,}991\,\mathrm {Hz} }
Wie man sieht, besitzt g’’ die doppelte Frequenz wie g’. Die Oktavenreinheit bleibt also gewahrt, wogegen alle anderen Intervalle geringfügig unrein sind.

### Frequenzen und Centwerte
Beim Vergleich von Intervallen verwendet man die Einheit Cent. Dabei gilt: 1 Oktave = 1200 Cent.
Vergleich der Frequenzen der gleichstufigen Stimmung und der reinen Stimmung.
| Chromatische Skala der gleichstufigen Stimmung:                                   | Chromatische Skala der gleichstufigen Stimmung: | Chromatische Skala der gleichstufigen Stimmung: | Chromatische Skala der gleichstufigen Stimmung: | Chromatische Skala der gleichstufigen Stimmung: | Chromatische Skala der gleichstufigen Stimmung: | Chromatische Skala der gleichstufigen Stimmung: | Chromatische Skala der gleichstufigen Stimmung: | Chromatische Skala der gleichstufigen Stimmung: | Chromatische Skala der gleichstufigen Stimmung: | Chromatische Skala der gleichstufigen Stimmung: | Chromatische Skala der gleichstufigen Stimmung: | Chromatische Skala der gleichstufigen Stimmung: | Chromatische Skala der gleichstufigen Stimmung: | Chromatische Skala der gleichstufigen Stimmung: |
| --------------------------------------------------------------------------------- | ----------------------------------------------- | ----------------------------------------------- | ----------------------------------------------- | ----------------------------------------------- | ----------------------------------------------- | ----------------------------------------------- | ----------------------------------------------- | ----------------------------------------------- | ----------------------------------------------- | ----------------------------------------------- | ----------------------------------------------- | ----------------------------------------------- | ----------------------------------------------- | ----------------------------------------------- |
| Name des Tones                                                                    | c1                                              | cis1/des1                                       | d1                                              | dis1/es1                                        | e1                                              | f1                                              | fis1/ges1                                       | g1                                              | gis1/as1                                        | a1                                              | ais1/b1                                         | h1                                              | c2                                              |                                                 |
| Frequenz [Hz]                                                                     | 261,6                                           | 277,2                                           | 293,7                                           | 311,1                                           | 329,6                                           | 349,2                                           | 370                                             | 392                                             | 415,3                                           | 440                                             | 466,2                                           | 493,9                                           | 523,3                                           |                                                 |
| In Cent                                                                           | 0                                               | 100                                             | 200                                             | 300                                             | 400                                             | 500                                             | 600                                             | 700                                             | 800                                             | 900                                             | 1000                                            | 1100                                            | 1200                                            |                                                 |
| Erweiterte Skala der reinen Stimmung von C-Dur und C-moll ergänzt um fis und des: |                                                 |                                                 |                                                 |                                                 |                                                 |                                                 |                                                 |                                                 |                                                 |                                                 |                                                 |                                                 |                                                 |                                                 |
| Name des Tones                                                                    | c1                                              | des1                                            | d1                                              | es1                                             | e1                                              | f1                                              | fis1                                            | g1                                              | as1                                             | a1                                              | b1                                              | h1                                              | c2                                              |                                                 |
| Frequenz [Hz]                                                                     | 264                                             | 281,6                                           | 297                                             | 316,8                                           | 330                                             | 352                                             | 371,25                                          | 396                                             | 422,4                                           | 440                                             | 475,2                                           | 495                                             | 528                                             |                                                 |
| In Cent                                                                           | 0                                               | 112                                             | 204                                             | 316                                             | 386                                             | 498                                             | 590                                             | 702                                             | 814                                             | 884                                             | 1018                                            | 1088                                            | 1200                                            |                                                 |

| Intervall | Gleichstufig temperiertes Intervall                                         | In Cent   | Reines Intervall | In Cent                              | Differenz in Cent                |
| --- | --------------------------------------------------------------------------- | --------- | --- | ------------------------------------ | -------------------------------- |
| Prime | {\displaystyle {\sqrt[{12}]{2^{0}}}=1}                                      | 0 Cent    | {\displaystyle {\tfrac {1}{1}}=1} | 0 Cent                               | 0 Cent                           |
| Kleine Sekunde | {\displaystyle {\sqrt[{12}]{2^{1}}}={\sqrt[{12}]{2}}\approx 1{,}059463}     | 100 Cent  | {\displaystyle {\tfrac {16}{15}}\approx 1{,}066667}                                                                                            | 111,73 Cent                          | −11,73 Cent                      |
| Große Sekunde | {\displaystyle {\sqrt[{12}]{2^{2}}}={\sqrt[{6}]{2}}\approx 1{,}122462}      | 200 Cent  | {\displaystyle {\tfrac {9}{8}}=1{,}125} {\displaystyle {\tfrac {10}{9}}\approx 1{,}111111}                                                     | 203,91 Cent 182,40 Cent              | −3,91 Cent 17,60 Cent            |
| Kleine Terz | {\displaystyle {\sqrt[{12}]{2^{3}}}={\sqrt[{4}]{2}}\approx 1{,}189207}      | 300 Cent  | {\displaystyle {\tfrac {6}{5}}=1{,}2} | 315,64 Cent                          | −15,64 Cent                      |
| Große Terz | {\displaystyle {\sqrt[{12}]{2^{4}}}={\sqrt[{3}]{2}}\approx 1{,}259921}      | 400 Cent  | {\displaystyle {\tfrac {5}{4}}=1{,}25} | 386,31 Cent                          | 13,69 Cent                       |
| Quarte | {\displaystyle {\sqrt[{12}]{2^{5}}}={\sqrt[{12}]{32}}\approx 1{,}334840}    | 500 Cent  | {\displaystyle {\tfrac {4}{3}}\approx 1{,}333333}                                                                                              | 498,04 Cent                          | 1,96 Cent                        |
| übermäßige Quarte Tritonus * | {\displaystyle {\sqrt[{12}]{2^{6}}}={\sqrt {2}}\approx 1{,}414214}          | 600 Cent  | {\displaystyle {\tfrac {45}{32}}=1{,}40625} | 590,22 Cent                          | 9,78 Cent                        |
| Quinte | {\displaystyle {\sqrt[{12}]{2^{7}}}={\sqrt[{12}]{128}}\approx 1{,}498307}   | 700 Cent  | {\displaystyle {\tfrac {3}{2}}=1{,}5} | 701,96 Cent                          | −1,96 Cent                       |
| Kleine Sexte | {\displaystyle {\sqrt[{12}]{2^{8}}}={\sqrt[{3}]{4}}\approx 1{,}587401}      | 800 Cent  | {\displaystyle {\tfrac {8}{5}}=1{,}6} | 813,69 Cent                          | −13,69 Cent                      |
| Große Sexte | {\displaystyle {\sqrt[{12}]{2^{9}}}={\sqrt[{4}]{8}}\approx 1{,}681793}      | 900 Cent  | {\displaystyle {\tfrac {5}{3}}\approx 1{,}666667}                                                                                              | 884,36 Cent                          | 15,64 Cent                       |
| Kleine Septime | {\displaystyle {\sqrt[{12}]{2^{10}}}={\sqrt[{6}]{32}}\approx 1{,}781797}    | 1000 Cent | {\displaystyle {\tfrac {7}{4}}=1{,}75} (Naturseptime) {\displaystyle {\tfrac {16}{9}}\approx 1{,}777778} {\displaystyle {\tfrac {9}{5}}=1{,}8} | 968,83 Cent 996,09 Cent 1017,60 Cent | 31,17 Cent 3,91 Cent –17,60 Cent |
| Große Septime | {\displaystyle {\sqrt[{12}]{2^{11}}}={\sqrt[{12}]{2048}}\approx 1{,}887749} | 1100 Cent | {\displaystyle {\tfrac {15}{8}}=1{,}875} | 1088,27 Cent                         | 11,73 Cent                       |
| Oktave | {\displaystyle {\sqrt[{12}]{2^{12}}}=2}                                     | 1200 Cent | {\displaystyle {\tfrac {2}{1}}=2} | 1200 Cent                            | 0 Cent                           |
| Anmerkungen: - Ist die Differenz negativ, so ist das gleichtemperierte Intervall enger als das reine. - * Tritonus (Übermäßige Quarte), definiert als: Große Terz (Frequenzverhältnis 5⁄4) plus Große Sekunde (Frequenzverhältnis 9⁄8) = Quinte (Frequenzverhältnis 3⁄2) minus diatonischer Halbton (Frequenzverhältnis 16⁄15). Die übermäßige Quarte (zum Beispiel C-Fis oder Ges-C, Frequenzverhältnis 45⁄32 entsprechend 590 Cent) ist in reiner Stimmung kleiner als die verminderte Quinte (zum Beispiel Fis-C oder C-Ges, Frequenzverhältnis 64⁄45 entsprechend 610 Cent). In gleichstufiger Stimmung sind jedoch beide gleich der Hälfte einer Oktave (600 Cent). - Bemerkung zur großen Sekunde und kleinen Septime: In der reinen Stimmung gibt es die zwei Ganztöne mit den Frequenzverhältnissen 9⁄8 und 10⁄9. Entsprechend gibt es zwei kleine Septimen mit den Frequenzverhältnissen 2 : 9⁄8 = 16⁄9 und 2 : 10⁄9 = 9⁄5. |                                                                             |           | |                                      |                                  |

## Sonderformen
Die Einteilung der Oktave in zwölf Töne mit gleichem Frequenzverhältnis zu ihren Nachbartönen ist zwar in abendländischen Systemen heute die gebräuchlichste, aber nicht die einzige Möglichkeit, um sich reinen Intervallen anzunähern. Mit mehr Tönen pro Oktave lassen sich bessere Näherungen erreichen. Gleichstufige Einteilungen, die tatsächlich Verwendung gefunden haben, sind z. B.:
- neunzehnstufiges Tonsystem
- einunddreißigstufiges Tonsystem von 1606
- Teilung der Oktave in 53 Stufen
- Vierteltonsystem, z. B. ein 24-stufiges Tonsystem bei Ali-Naghi Vaziri

In der Neuen Musik des 20. und 21. Jahrhunderts wurde und wird mit zahlreichen gleichstufigen (und anderen) Tonsystemen experimentiert, wobei die Oktave etwa in 17, 19, 31, 53, 72 gleiche Schritte unterteilt wird.
Gelegentlich werden auch andere Intervalle als die Oktave unterteilt. So entwickelte z. B. Karlheinz Stockhausen für seine elektronische Studie II von 1952 ein Tonsystem, das eine Pentave (Intervall mit dem Frequenzverhältnis 5/1) in 25 gleiche Stufen einteilt. Da die Stufenabstände geringfügig größer sind als der traditionelle temperierte Halbton, entsteht ein Tonsystem, das zur Erzeugung (unharmonischer) Tongemische geeignet ist.